# Nordlicht – Mörder ohne Reue
Nordlicht – Mörder ohne Reue (Original: Den som dræber) ist eine von Dänemark und Deutschland koproduzierte Krimiserie. Für die Produktion ist der dänische Fernsehsender TV 2 verantwortlich. Die Erstausstrahlung im deutschen Fernsehen erfolgte am 14. Oktober 2011 bei ZDFneo sowie am 16. Oktober 2011 im ZDF. Im Mittelpunkt der Serie steht ein Kopenhagener Ermittlerduo, das aus der Polizistin Katrine Ries Jensen und dem Psychologen Thomas Schaeffer besteht. Die von Laura Bach dargestellte weibliche Hauptfigur ist eine selbstsichere Ermittlungsleiterin. Die männliche Hauptrolle ist im Stile eines Profilers angelegt und wird von Jakob Cedergren gespielt.
Am 25. Oktober 2011 gab der dänische Fernsehsender TV 2 bekannt, dass die Serie aufgrund schlechter Einschaltquoten und Kritik an der Gewalt eingestellt wird. Zum Abschluss der Serie war bereits der Film „Die Schatten der Vergangenheit“ gedreht worden. Während er in Deutschland direkt im Anschluss an die Serie am 20. November 2011 im Fernsehen ausgestrahlt wurde, hatte er in Dänemark als Kinofilm am 15. März 2012 Premiere.
Beginnend 2019 erschien der Ableger Darkness – Schatten der Vergangenheit.

## Handlung
Im Zentrum der einzelnen Kriminalfälle steht die Ermittlung in Serienmorden. Schauplatz ist die Gegend um Kopenhagen. Katrine Ries Jensen ist zu Serienbeginn erst kürzlich zur Stellvertretenden Leiterin einer Kopenhagener Mordkommission berufen worden. Im Verlauf der Krimireihe genießt sie einerseits besonderes Vertrauen seitens des Leiters der Mordkommission, Magnus Bisgaard, andererseits muss sie sich gegen ihren Vorgesetzten des Öfteren behaupten. Ihr Kollege Schaeffer ist Psychologe und lässt zu Serienbeginn seine Arbeit an einem Lehrstuhl der Kopenhagener Universität ruhen, um fortan regelmäßig für die Polizei zu arbeiten. Als Profiler ergänzt er die kriminaltechnischen Ermittlungen von Jensen und ihrem weiteren Team. Schaeffer steht aufgrund seiner intuitiven Methoden regelmäßig unter Kritik des Leiters der Mordkommission. Des Weiteren geht die Serie auch auf die Privatleben der beiden Hauptfiguren ein. So wird Schaeffers Familienleben und die Trennung von seiner Frau thematisiert, ebenso Ries Jensens Vergangenheit als Opfer familiärer Gewalt.

## Besetzung und Synchronisation
Die deutsche Synchronisation entstand nach einem Synchronbuch von Kira Uecker und Katrin Miclette und unter der Dialogregie von Kira Uecker durch die Synchronfirma Studio Hamburg Synchron GmbH in Hamburg.
| Rollenname          | Schauspieler             | Synchronsprecher  |
| ------------------- | ------------------------ | ----------------- |
| Katrine Ries Jensen | Laura Bach               | Jennifer Böttcher |
| Thomas Schaeffer    | Jakob Cedergren          | Clemens Gerhard   |
| Magnus Bisgaard     | Lars Mikkelsen           | Matthias Klie     |
| Mia Vogelsang       | Lærke Winther Andersen   | Frauke Poolman    |
| Stig Molbeck        | Frederik Meldal Nørgaard | Martin May        |
| Benedicte Schaeffer | Iben Dorner              | Joey Cordevin     |

## Ausstrahlung
In Dänemark strahlte TV 2 die einzelnen Teile der Krimiserie in Doppelfolgen von je 55 Minuten Länge vom 13. März bis zum 29. Mai 2011 aus. In Deutschland wurde die Serie in einer Schnittversion mit sechs statt zwölf Folgen gezeigt und hat daher eine Laufzeit von 90 Minuten pro Film. Die deutschsprachige Erstausstrahlung war vom 14. Oktober bis zum 20. November 2011 auf ZDF neo bzw. ZDF zu sehen.

## Episodenliste
| Nr. (ges.) | Nr. (St.) | Deutscher Titel                         | Originaltitel        | Erstausstrahlung Dänemark | Deutschsprachige Erstausstrahlung (D) |
| ---------- | --------- | --------------------------------------- | -------------------- | ------------------------- | ------------------------------------- |
| 1          | 1         | Machtspiele – Teil 1                    | Liget i skoven (1)   | 13. März 2011             | 14. Okt. 2011                         |
| 2          | 2         | Machtspiele – Teil 2                    | Liget i skoven (2)   | 20. März 2011             | 14. Okt. 2011                         |
| 3          | 3         | Das Glück der Familie – Teil 1          | Utopia (1)           | 27. März 2011             | 21. Okt. 2011                         |
| 4          | 4         | Das Glück der Familie – Teil 2          | Utopia (2)           | 3. Apr. 2011              | 21. Okt. 2011                         |
| 5          | 5         | Aufstand in Block B – Teil 1            | Ondt blod (1)        | 10. Apr. 2011             | 28. Okt. 2011                         |
| 6          | 6         | Aufstand in Block B – Teil 2            | Ondt blod (2)        | 17. Apr. 2011             | 28. Okt. 2011                         |
| 7          | 7         | Bandenkrieg – Teil 1                    | Øje for øje (1)      | 24. Apr. 2011             | 6. Nov. 2011                          |
| 8          | 8         | Bandenkrieg – Teil 2                    | Øje for øje (2)      | 1. Mai 2011               | 6. Nov. 2011                          |
| 9          | 9         | Der Wolf im Schafspelz – Teil 1         | Dødens kabale (1)    | 8. Mai 2011               | 13. Nov. 2011                         |
| 10         | 10        | Der Wolf im Schafspelz – Teil 2         | Dødens kabale (2)    | 15. Mai 2011              | 13. Nov. 2011                         |
| 11         | 11        | Die Schatten der Vergangenheit – Teil 1 | Fortidens skygge (1) | 15. März 2012             | 20. Nov. 2011                         |
| 12         | 12        | Die Schatten der Vergangenheit – Teil 2 | Fortidens skygge (2) | 15. März 2012             | 20. Nov. 2011                         |

## Kritik
Die Hannoversche Allgemeine Zeitung sieht die Reihe in der Tradition dänischer und schwedischer Krimiformate wie Kommissar Beck und fasst ein breites Kritikerecho zusammen: Vom Vorwurf der Schablonen- und Klischeehaftigkeit bis zu Lob für Spannung und Drehbücher.
Auf der Krimi-Couch wurde die Serie für „originelle, brutale und ziemlich gewitzte Verbrechen“ gelobt.